# Ona triangular
Una ona triangular és un tipus de senyal periòdic que presenta unes velocitats de pujada i baixada (Slew Rate) constants. El més habitual és que sigui simètrica, és a dir que els temps de pujada i baixada són iguals.

## Propietats
L'ona triangular té un contingut en harmònics molt baix, el que concorda amb la seva semblança a una ona sinusoidal. Tant matemàticament com físicament es pot obtenir integrant en el temps una ona quadrada: els nivells constants alt i baix d'aquesta ona es converteixen en les pendents (constants) dels flancs de pujada i baixada de l'ona triangular.

## Aplicacions
Les ones triangulars tenen aplicacions destacades, com són:
- Generació de senyals sinusoidals. Es generen ones sinusoidals conformant el senyal triangular amb xarxes de resistències i díodes. És el mètode habitual per a produir sinusoides en els generadors de funcions de baixa freqüència (fins a uns 10 MHz).[5]
- Generació d'escombrats. En els tubs de llamps catòdics, s'apliquen tensions triangulars asimètriques (dent de serra) a les plaques deflectores, en el cas d'oscil·loscopis, o corrents de la mateixa forma a les bobines deflectores, en el cas de monitors de televisió, pantalles d'ordinador, etc.
- Oscil·ladors. Com la relació entre el temps i l'amplitud d'una ona triangular és lineal, resulta convenient per a realitzar oscil·ladors controlats per tensió, comparant el seu nivell amb la tensió de control.